# Takuya Haneda
Takuya Haneda (japanisch 羽根田 卓也, Haneda Takuya; * 17. Juli 1987 in Toyota) ist ein japanischer Kanute.

## Karriere
Takuya Haneda nahm an drei Olympischen Spielen im Einer-Canadier im Kanuslalom teil. Bei seinem Olympiadebüt 2008 in Peking ging er in einem Teilnehmerfeld von 16 Kanuten an den Start und absolvierte seine beiden Vorläufe in 94,08 Sekunden und 92,24 Sekunden. In Summe belegte er mit 186,32 Sekunden nur den 14. Platz und verpasste den Einzug ins Halbfinale. Vier Jahre darauf in London fand der Vorlauf in einem abgeänderten Modus statt. Aus den beiden Vorläufen wurde nur der beste gezählt, sodass Haneda dank eines Laufs in 92,72 Sekunden als Dritter die Qualifikation für das Halbfinale gelang. Dieses wurde nur noch in einem Lauf ausgetragen. Haneda erreichte ohne Zeitstrafen nach 104,16 Sekunden das Ziel, was die sechstbeste Zeit der Runde war. Im Finale musste er eine Zwei-Sekunden-Strafe hinnehmen und belegte mit 110,62 Sekunden den siebten Platz unter den acht Finalteilnehmern.
Bei den Olympischen Spielen 2016 in Rio de Janeiro schloss er die Vorläufe mit einer Zeit von 94,58 Sekunden auf dem fünften Platz ab. Das Halbfinale beendete er in 98,84 s, erneut ohne Zeitstrafe, auf dem sechsten Platz. Auch im Finale vermied er eine Zeitstrafe und setzte sich in 97,44 Sekunden knapp gegen Vítězslav Gebas aus Tschechien (0,13 Sekunden Rückstand) und dem Deutschen Sideris Tasiadis (0,46 Sekunden Rückstand) durch, womit er den dritten Platz belegte und die Bronzemedaille gewann. Nur der Franzose Denis Gargaud Chanut mit 94,17 Sekunden und der Slowake Matej Beňuš mit 95,02 Sekunden waren schneller und gewannen die Gold- bzw. Silbermedaille. Hanedas Medaillengewinn war der erste im Kanuslalom in Japans olympischer Geschichte.
Sehr erfolgreich war Haneda bei Asienspielen. Bei der erstmaligen Austragung des Kanuslalom-Wettbewerbs im Rahmen der Asienspiele 2010 in Guangzhou sicherte er sich hinter dem Chinesen Teng Zhiqiang noch die Silbermedaille. 2014 gewann er schließlich in Incheon ebenso die Goldmedaille wie auch 2018 in Jakarta.
Haneda zog im Alter von 18 Jahren in die Slowakei, da er in seiner Heimat keine ausreichenden Trainingsmöglichkeiten hatte. Dort schloss er auch ein Studium ab.